# Sung Heroes
Sung Heroes est un album de jazz du multi-instrumentiste Tony Scott enregistré en 1959.

## Historique
Les titres qui composent cet album ont été enregistrés au "Fine Studio" (New York), le 28 et le 29 octobre 1959. 
- Cet album a été initialement publié par le label SunnySide (SS 1015).
- Il a été réédité la première fois en cd en 1986  sous le titre initial. Depuis, il a été réédité à plusieurs occasions sous le même titre.
- Il a été réédité en 1989 sous le titre, Dedications (Core Line). Sur cette réédition ont été ajoutés Cherry Blossoms falling, Children Playing et The Cranes in Winter Fly Away  (deux titres enregistrés à Tokyo, circa 1960, avec Shinichi Yuize au Koto) et Blues for Charlie Parker (enregistré à Ljubljana en juin 1957 avec le trio d'Horst Jankowski).
- On peut retrouver les 5 titres avec Bill Evans sur le double cd au titre trompeur[1] : Bill Evans - Tony Scott Quartet Complete Recordings (Lonehill Jazz, 2009).

Cet album est le premier témoignage audio de la collaboration entre Bill Evans, Scott LaFaro et Paul Motian. Les trois hommes allaient, par la suite, "révolutionner" l'histoire du "trio de jazz".

## Titres de l’album
Tous les titres ont été composés par Tony Scott.
| No | Titre                       | Auteur | Durée |
| -- | --------------------------- | ------ | ----- |
| 1. | Misery (To Lady Day)        |        | 4:10  |
| 2. | Portrait of Anne Frank      |        | 3:46  |
| 3. | Remembrance Of Art Tatum    |        | 5:06  |
| 4. | Requiem For "Hot Lips" Page |        | 4:09  |
| 5. | Blues For An African Friend |        | 6:18  |
| 6. | For Stefan Wolpe            |        | 6:45  |
| 7. | Israel                      |        | 3:00  |
| 8. | Memory Of My Father         |        | 2:29  |
| 9. | Lament To Manolete          |        | 5:20  |

## Personnel
- Tony Scott : clarinette (pistes 1, 2, 4, 5, 6, 7, 9), piano (piste 3), saxophone baryton[4] (piste 2), guitare (piste 8)
- Juan Sastre : guitare (piste 9)
- Bill Evans : piano (pistes 1, 4, 5, 6, 7)
- Scott LaFaro : contrebasse (pistes 1, 3, 4, 5)
- Paul Motian : Batterie (pistes 1, 3, 4, 5)